# Marguerite Narbel
Marguerite Narbel (Lausanne, 7 februari 1918 - Lutry, 2 juni 2010) was een Zwitserse zoöloge en politica voor de Vrijzinnig-Democratische Partij. Ze was de eerste vrouwelijke voorzitter van de Grote Raad van Vaud.

## Biografie
Marguerite Narbel was een dochter van Paul-Louis, een arts. Ze huwde Jean-René Hofstetter, die ook arts was, maar van wie ze later zou scheiden. In 1941 behaalde ze een licentiaat in de natuurwetenschappen en in 1946 een doctoraat in de zoölogie aan de Universiteit van Lausanne. Vervolgens ging ze aan de slag als biologe en als onderzoekster naar de cytogenetica van dieren, wat ze deed in Lausanne en Zürich. Ze doceerde aan de universiteiten van Lausanne en die van Genève en gaf van 1969 tot 1981 ook les aan de kantonnale school van laboratoriumassistenten in Vaud. Ze was tevens lid van enkele federale commissies, zoals die voor waterbescherming en nationale parken.
Van 1970 tot 1986 was Narbel lid van de Grote Raad van Vaud, het kantonnale parlement, waarvan ze van 1981 tot 1982 de eerste vrouwelijke voorzitter was.
Van 1956 tot 1958 was ze voorzitster van de Association vaudoise des femmes universitaires en van 1964 tot 1968 vicevoorzitster van het Schweizerischer Verband der Akademikerinnen.

## Werken
- (fr)  La Cytologie de la parthénogenèse chez Apterona helix Sieb (Lepid. Psychédes), Kundig, 1946.
- (fr)  La cytologie de la parthénogénèse chez solenobia sp. lichenella, L. lépidoptères, psychides, Springer, 1950, 35.
- (fr)  Le sort des polocytes dans les oeufs de "Luffia" (Lépidoptère Psychide), 1958, 5 p.
- (fr)  L'origine de la parthénogénèse, Baud, 1960, 12 p.
- (fr)  Cytologie comparée de l'espèce parthénogénétique Luffia ferchaultella Steph. et de l'espèce bisexuée L. lapidella Goeze (lepidoptera, psychidae), Springer, 1961, 47 p.
- (fr)  Le croisement des espèces parthénogénétique et bisexuée chez Luffia (Lépidoptère Psychide): les élevages et leurs résultats, 1962, 14 p.
- (fr)  Cytologie de la pseudogamie chez Luffia lapidella Goeze (Lepidoptera Psychidae), 1963, 22 p.
- (fr)  La répartition géographique des trois formes cytologiques de "Luffia", (lépidoptère psychide), La Concorde, 1963, 13 p.
- (fr)  Les alterátions de la méïrose chez les animaux parthénogénétiques, Springer, 1964, 163 p.
- (fr)  La variabilité cytologique dans la descendance des femelles de Luffia ferchaultella STEPH. (Lepidoptera Psychidae), 1965, 5 p.
- (fr)  La place des femmes dans le corps enseignant de l'Université de Lausanne. Résultats d'une enquête menée par un groupe de travail de l'Association vaudoise des femmes universitaires : 1987-1990, 1991 (samen met Marise Paschoud en Jacqueline Genton).